# Conostigmus vestitus
Conostigmus vestitus är en stekelart som beskrevs av Paul Dessart 1997. Conostigmus vestitus ingår i släktet Conostigmus och familjen trefåresteklar. Inga underarter finns listade i Catalogue of Life.